# ورزشگاه ۵ ژوئیه ۱۹۶۲
ورزشگاه ۵ ژوئیه ۱۹۶۲ (انگلیسی: Stade du 5 Juillet) یک ورزشگاه فوتبال و دو و میدانی در شهر الجزیره، الجزایر است.
این ورزشگاه که در سال ۱۹۷۲ تأسیس شده دارای ۶۴٬۰۰۰ نفر ظرفیت است و ورزشگاه خانگی باشگاه فوتبال مولودیه الجزایر و تیم ملی فوتبال الجزایر می‌باشد.

## نگارخانه

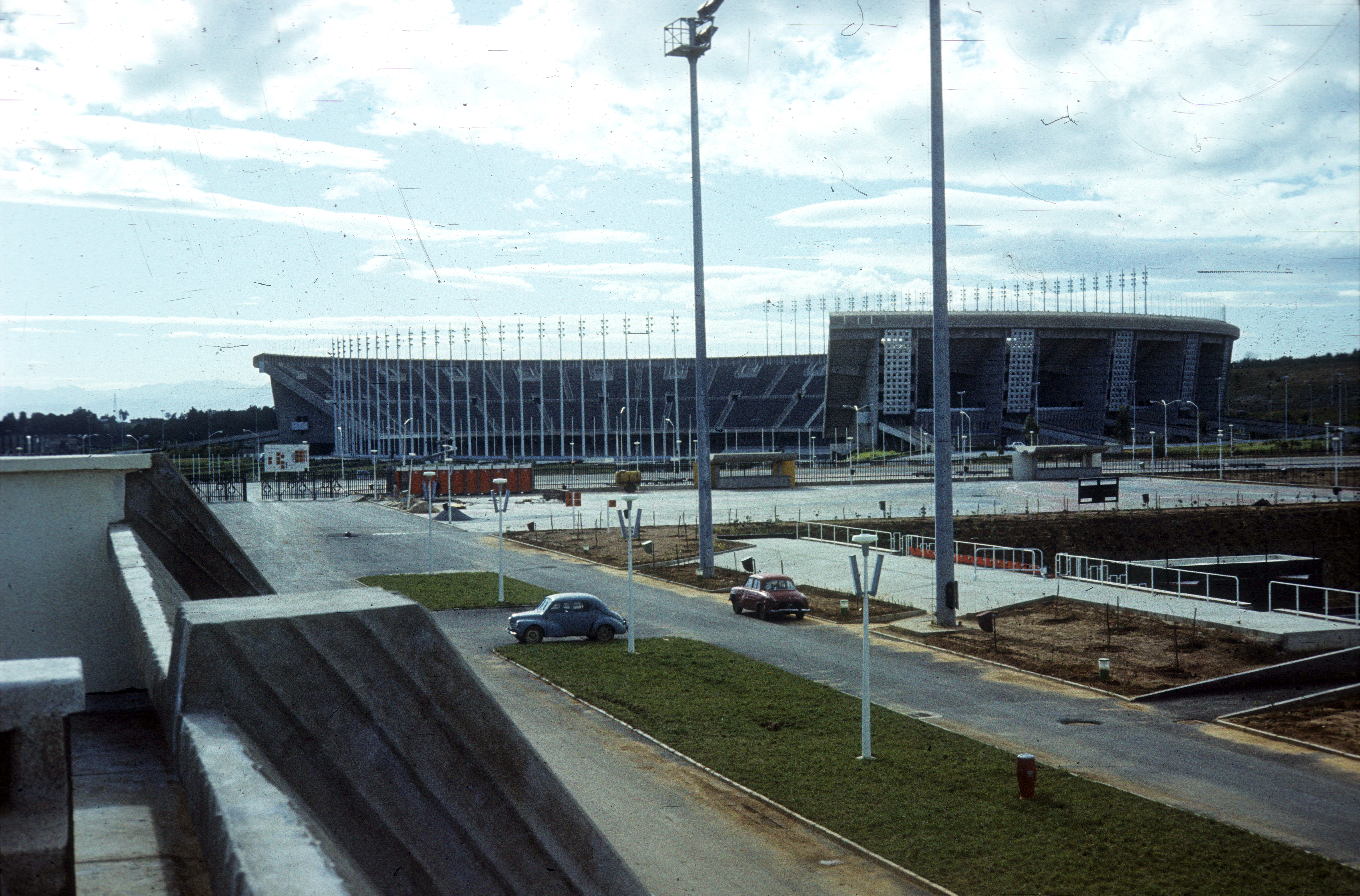
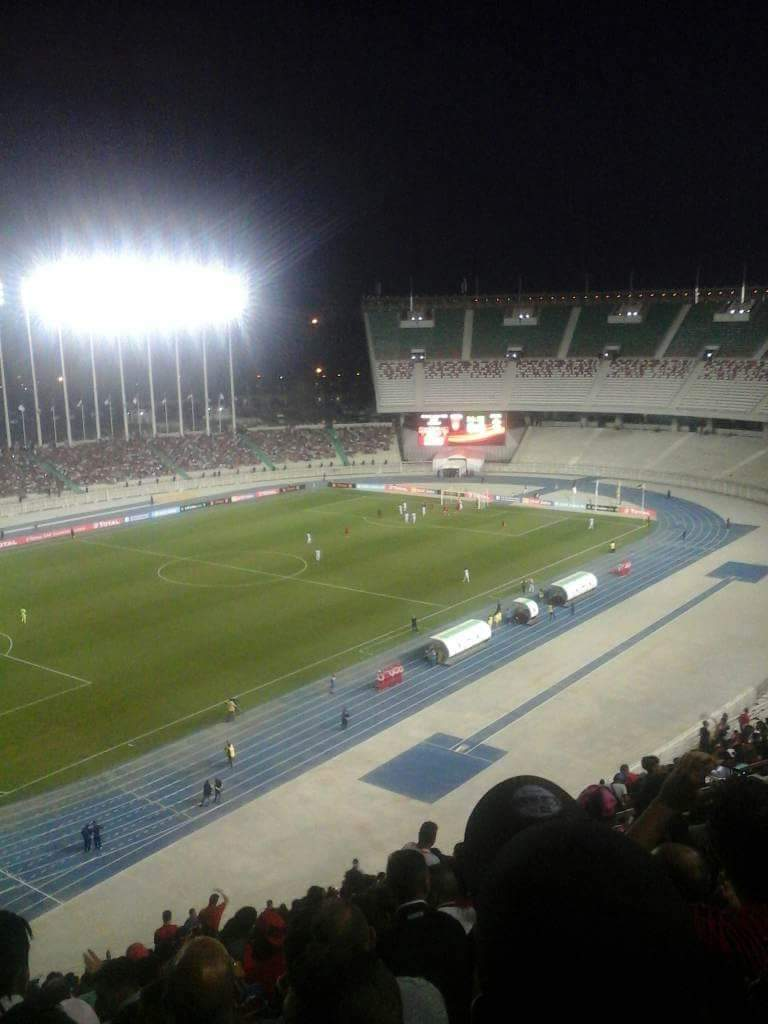
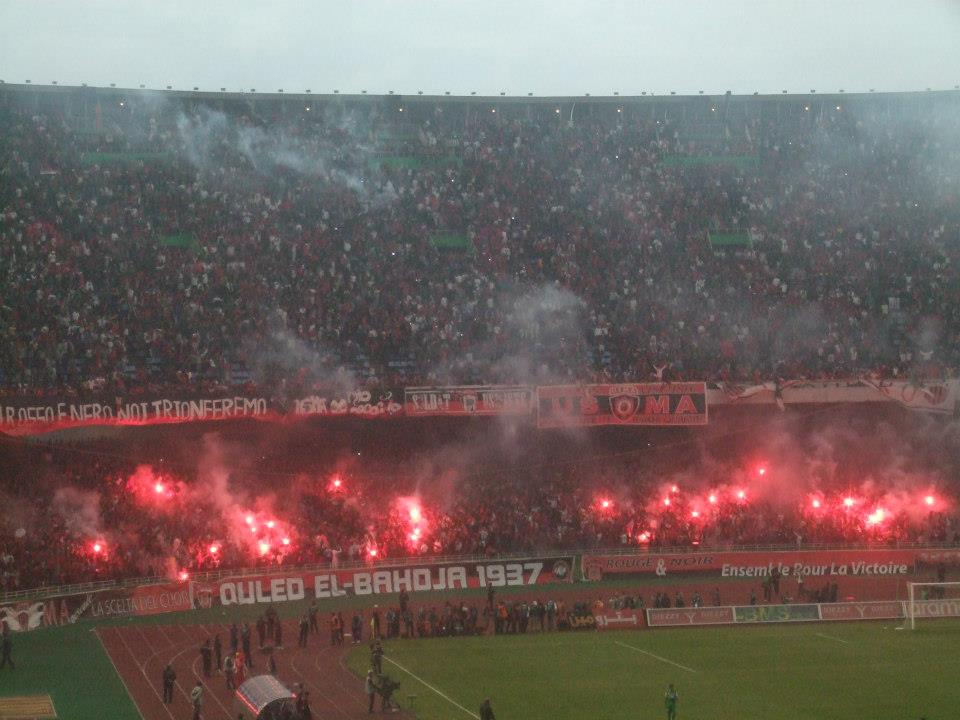